# Hilisataro Raya
Hilisataro Raya is een bestuurslaag in het regentschap Nias Selatan van de provincie Noord-Sumatra, Indonesië. Hilisataro Raya telt 769 inwoners (volkstelling 2010).